# ロバート・ベン・ローズ
ロバート・ベンジャミン・ローズ（英語: Robert Benjamin Rhoades, 1945年11月22日 - ）は、「トラックストップ・キラー」として知られるアメリカの連続殺人犯であり、強姦魔でもある。彼は3件の殺人事件で有罪判決を受け、さらに2件の殺人事件で裁判にかけられる予定だったが、被害者遺族の意向により起訴が取り下げられた。ローズはさらに、1975年から1990年の間に50人以上の女性を拷問、強姦、殺害した疑いがある。これは、ローズのトラック走行ルートに関するデータと、その間に行方不明になった女性で、ローズが好む被害者のプロファイルに合致する女性のデータに基づいている。捕まった当時、ローズはこのような行為を15年間続けてきたと主張していた。

## 若いころ
ロバート・ベンジャミン・ローズは、1945年にアイオワ州カウンシルブラフスで生まれたが、彼がどこで育ったのかははっきりしていない。彼の父親はアメリカ陸軍の兵士として西ドイツに駐留していたため、生まれて間もない頃は母親に育てられた。ローズが小学生のころに、父親が海外勤務から戻ってきた。父親は除隊後、消防士の仕事に就いていた。
信頼できるすべての証言によると、ローズの幼少期は、形成期における不特定多数の社会的問題を除けば、比較的正常な生活を送っていた。彼は通っていた学校の課外活動に積極的に参加し、グリッドアイアン・フットボール、レスリング、合唱団、フランス語クラブなど、さまざまなスポーツやその他のプログラムに参加していた。高校時代にローズが起こした主な犯罪行為は、1961年に16歳で自動車の不正改造で逮捕されたことと、1962年に17歳で公衆の面前で喧嘩をして逮捕されたことぐらいである。
1964年にカウンシルブラフスのトーマス・ジェファーソン高校を卒業後、彼は海兵隊に入隊した。同年、父親が12歳の少女を虐待した容疑で逮捕され、その後、裁判を待っている間に自殺した。その数年後の1967年または1968年に、ローズは強盗に関与したとして不名誉除隊となった。
1960年代後半に海兵隊から不名誉除隊した後、彼は大学に通ったが中退した。その後、法執行機関に就職しようとしたが、海兵隊からの不名誉除隊を理由に断られていた。1970年代から1980年代にかけて、ローズは3回結婚し、最初の妻との間に息子をもうけた。その後、彼は小売店、スーパーマーケット、倉庫、レストランなどで仕事を転々とし、最終的には長距離トラック運転手になった。
1980年代、ローズはBDSMに興味を持ち、趣味として培っただけでなく、自身がBDSMが行われている場に参加することもあった。また、この時期に、彼は3番目の妻であるデボラ・ローズ（Deborah Rhoades）に対して、暴言や暴力、性的虐待を行っていたとされている。

## 殺人
ローズは、1970年代からヒッチハイカーやトラックストップで商売するセックスワーカーを狙った犯行を繰り返してきた。
1990年1月にパトリシア・キャンディス・ウォルシュとその夫のダグラス・ジスコウスキーを殺害したのが最初の犯行である。ヒッチハイクをしていた2人を、長距離移動中のローズがトラックに乗せた。彼はすぐにジスコウスキーを殺害し、テキサス州サットン郡に遺体を遺棄した。彼の身元が判明したのは1992年のことである。彼はウォルシュを一週間以上も拘束した。その間、彼女を何度も拷問、レイプした後、遺体をユタ州ミラード郡に捨てた。
ウォルシュの死からほぼ1か月後、彼は流れ者の18歳の被害者を捕まえていたが、彼女は逃げ出して警察に通報した。ローズが拘留されたとき、被害者は「証拠がたくさんあっても信じてもらえない」と告発を拒否した。警察への供述では、「告発しても何の得にもなりません。私の言葉と彼の言葉が対立するだけだから。もしも証拠があれば、私は告訴します。告訴して、彼を訴えるわ」と語っている。
後になって、彼女は2週間も彼のトラックに乗せられていたため、ローズに恐怖を感じていたと主張している。ローズは、トラックの寝台スペースを自分専用の拷問室に改造し、そこで女性を、時には何週間も監禁し、拷問やレイプを行っていた。
その数日後、テキサス州ヒューストン郊外のパサデナから家出してきた14歳のレジーナ・ケイ・ウォルターズと彼女のボーイフレンドであるリッキー・リー・ジョーンズが失踪した。 ジスコウスキーと同様に、ジョーンズはローズにトラックに乗せられた後、殺害され、ウォルターズが監禁されている間に処分されたと考えられている。 ローズの自宅を捜索した際に押収された写真では、髪の毛の伸び具合やあざの程度などから、彼がウォルターズを長期間拘束していたことが確認されている。ジョーンズの遺体は1991年3月3日にミシシッピ州ラマー郡で発見された。彼の身元が確認されたのは2008年7月であった。また、イリノイ州ボンド郡で、ジョーンズはウォルターズ殺害の容疑で本人不在で起訴までされていた。
1990年4月1日の早朝、アリゾナ・ハイウェイ・パトロールのマイク・ミラー隊員は、I-10の脇でハザードランプが点灯しているトラックを見つけた。車内を調べると、後にキャスリーン・ヴァインと判明する全裸の女性が手錠をかけられて叫んでいるのを発見した。その場にはトラックの運転手と名乗る男性もいた。その状況から抜け出そうと説明するも上手くいかなかったローズは、最終的に所持していた銃を渡した。その結果、加重暴行、性的暴行、および不法監禁の容疑で逮捕された。彼はミラー隊員のパトカーに手錠をかけられたままだったため、危うく逃げられるところであった。さらに捜査した結果、彼を逮捕したｋリック・バーンハート刑事は、ヒューストンの事件との関連性を見いだし、少なくとも5ヵ月以上にわたるパターンに気付いた。
ローズの自宅の捜索令状を執行した際に、警察は、1990年9月に遺体で発見されたウォルターズと後に判明する10代の少女のヌード写真を発見した。また、同年10月に遺体が発見されたウォルシュの写真もあった。

## 有罪判決
1994年、ローズはレジーナ・ケイ・ウォルターズに対する第一級殺人罪で有罪判決を受け、イリノイ州チェスターのメナード矯正センターで仮釈放なしの終身刑を言い渡された。2005年には2005年にユタ州に引き渡され、キャンディス・ウォルシュとダグラス・ジスコウスキーの殺害容疑で裁判にかけるためにユタ州に送還されたが、被害者遺族の要望により、 2006年に起訴は取り下げられ、刑務所に戻された。その後、ローズは、ウォルターズとジョーンズの殺害容疑でテキサスに送還されたが、ローズは死刑を取り下げる代わりに、彼ら2人の殺害を認め、2度目の終身刑を言い渡された。ローズは、イリノイ州チェスターにある重警備のメナード矯正センターで仮釈放なしの終身刑で収監されている。

## 参照
- 犠牲者の数による連続殺人犯のリスト（英語版）
- 米国の連続殺人犯のリスト（英語版）

## 本や映画

### 本
- Busch, Alva (1995). Roadside Prey. Pinnacle. ISBN 978-0786002214
- Hazelwood, Robert Roy; Michaud, Stephen (1998). The Evil That Men Do. St. Martins Paperbacks. ISBN 0-312-97060-9. LCCN 98--45537

### 映画
- ミッドナイト・キラー